# 2015년 서울국제실험영화페스티벌
제12회 서울국제실험영화페스티벌은 2015년 8월 20일에 열린 시상식이다.

## 수상 및 후보

### BEST EXiS AWARD
- 사라지는 수평선 - 출라얀논 시리폰 수상

### KOREAN EXiS AWARD
- 이오 - 문유진 수상

### Jungwoon AWARD
- 트랜슬레이터 - 전준혁 수상

### 엑스-나우
- 벌레들의 소리, 별들의 빛 - 니시카와 토모나리
- 키스 - 루이스 마시아스
- 안개 – 파사주 #14 - 알렉상드르 라로즈
- 웨이크 - 에릭 스튜어트
- 뻗어나가는 이파리들 - 펀 실바
- 캘리포니아 사진첩 - 이어나지 재커리
- 토그 - 맥스 와인만
- 우아한 육체 - 피터 체르카스키
- 견고한 모든 것 - 에바 콜크제
- 불가항력적 침식-새로운 질서 2689 - 아리 디나 크레스티아완
- 증언 - 루크 포울러
- 오데사 충돌 실험 - 노버트 파펜비처
- 잠들지 않는 시간 - 사라 바나트 외1명
- 순수 가상 함수 - 페테르 리히터
- 사물들 - 벤 리버스
- 팬 - 안톤 긴즈부르크
- 조용한 지대 - 칼 르뮤
- 클라우드 폴 - 입 육유
- 포엠 - 댄 브라운
- 안마도 - 강상우
- 드라이브 - 김다연
- 감정의 시대: 서비스 노동의 관계미학 - 김숙현
- 올록볼록 - 김시헌
- 식물들: 자카르타 모노레일 103 - 박용석
- 화포 - 박병래
- 전략적 오퍼레이션 - 하이퍼 리얼리스틱 - 박민하
- 지나가는 사람들 - 김경만
- 바퀴의 발명 - 리차드 투오이
- 침식의 짧은 역사 - 린 스-지에
- 구멍 - 하피즈 란차잘리

### 엑스-초이스
- 인터림 - 스탠 브래키지
- 어둠의 정원으로 가는 길 - 스탠 브래키지
- 검정에 대한 단상 - 스탠 브래키지
- 원더 링 - 스탠 브래키지
- 그니르 레드나우 - 조셉 코넬
- 단편영화에 관한 노트 연작 1975~2014 - 가이 셔윈

### 엑스-레트로
- 무 - 오쿠야마 준이치
- 절단(컷-오프 무비) - 오쿠야마 준이치
- 프레임리스 16 - 오쿠야마 준이치
- 프레임리스 35 - 오쿠야마 준이치
- 강탈 - 오쿠야마 준이치
- 노 퍼포레이션 - 오쿠야마 준이치
- 시네 마사지 - 오쿠야마 준이치
- 영화하는 사람 - 오쿠야마 준이치
- 영화의 프레임 - 오쿠야마 준이치
- 8미리 필름은 16미리 필름 - 오쿠야마 준이치
- 섞지마 - 오쿠야마 준이치
- 뱅 보야지 - 오쿠야마 준이치
- 관광영화 - 오쿠야마 준이치
- 영화의 원점 - 오쿠야마 준이치
- 나의 영화 멜로디 - 오쿠야마 준이치
- 타임 슬릿 - 오쿠야마 준이치
- INGA의 세계 - 오쿠야마 준이치
- 스톱 모션 - 오쿠야마 준이치
- 샌드위치 - 오쿠야마 준이치
- 빛 속에서 - 오쿠야마 준이치
- 페이퍼 시네마 - 오쿠야마 준이치
- 르 시네마 - 오쿠야마 준이치
- E&B(에멀전과 베이스) - 오쿠야마 준이치
- 무비 와칭 - 오쿠야마 준이치
- 겉(밖)에서 속(안)에서 동시에 - 오쿠야마 준이치
- 필름 멋대로 - 오쿠야마 준이치
- 침투화 - 오쿠야마 준이치
- 시간의 흐름에 따라 - 오쿠야마 준이치
- 미현의 영역 - 오쿠야마 준이치
- 미현의 영역으로의 침식 반사상 투과상 - 오쿠야마 준이치
- 휴먼 플릭커 - 오쿠야마 준이치
- 고리 - 오쿠야마 준이치
- 필름 뮤지카 - 오쿠야마 준이치

### 엑스-인
- 하드보일드 원더랜드 - 허욱
- 기이한 춤: 기무 - 박동현

### 인디 비주얼
- 비념 - 임흥순
- 꿈이 아니다 - 임흥순
- 숭시 - 임흥순
- 환생 - 임흥순

### 랩 프로그램
- 풍경 보관 - 이장욱 외1명
- 보호수와 함께 춤을 - 안근영
- SZQ: (Re)Printed - 권수진
- 아날로그 이진법 - 한 솔
- 기울어진 - 손정민
- 따로 또 같이 - 김태연
- 퍼머넌트 아파트먼트 - 정애림
- 대답 없는 세계 - 정성화
- 평화, 그 끝과 시작 점 - 임정서

### 아시아 포럼
- 공간적 역사 - 이르완 아흐메트
- 성현 - 오카도 미키오
- 군사학교 - 이토 사야
- 고요한 방문자 - 나카모토 히로후미
- 난 너를 보고, 넌 나를 본다 - 가와하라 히데키 외1명
- 암류 - 이시카와 료
- 사라지는 회로 - 하세가와 슌스케